# Фтороводород
Фто́роводоро́д (гидрофтори́д, фто́ристый водоро́д, фтори́д водоро́да HF) — бесцветный газ (при стандартных условиях) с резким неприятным запахом, при комнатной температуре существует преимущественно в виде димера H2F2, ниже 19,9°C — бесцветная подвижная летучая жидкость. Смешивается с водой в любом отношении с образованием фтороводородной (плавиковой) кислоты. Образует с водой азеотропную смесь с концентрацией 35,4 % HF. Токсичен, максимальная ПДКмр.рз = 0,5 мг/м³, среднесменная ПДКсс.рз = 0,1 мг/м³ (в пересчёте на F). Фтористый водород, как элемент микроклимата (компонент воздуха рабочей зоны), в соответствии с ГОСТ 12.1.005-88 относится к I классу опасности (чрезвычайно опасные вещества); фтористый водород безводный (прозрачная жидкость с резким раздражающим запахом, дымящая на воздухе), как химический реактив, в соответствии с ГОСТ 14022-88 относится к II классу опасности (высокоопасные вещества).

## Строение молекулы
Молекула фтороводорода сильно полярна, μ = 0,19 Д. Фтороводород в жидком и газообразном состояниях имеет большую склонность к ассоциации вследствие образования сильных водородных связей. Энергия водородных связей FH•••FH приблизительно составляет 41,5 кДж/моль, а средняя степень полимеризации в газовой фазе (при температуре кипения) ≈4. Даже в газообразном состоянии фтороводород состоит из смеси полимеров H2F2, H3F3, H4F4, H5F5, H6F6. Простые молекулы HF существуют лишь при температурах выше 90 °C. Вследствие высокой прочности связи термический распад фтороводорода становится заметным лишь выше 3500 °C (что выше температуры плавления вольфрама — самого тугоплавкого из металлов). Для сравнения — у воды термический распад становится заметным при температурах выше 2000 °C.
В кристаллическом состоянии HF образует орторомбические кристаллы, состоящие из цепеобразных структур: угол HFH = 116 °, d(F-H) = 95 пм, d(F•••H) = 155 пм. Аналогичные зигзагообразные цепи с углом HFH = 140° имеют и полимеры HF, существующие в газовой фазе.

## Свойства

### Физические свойства
- Критическая температура фтористого водорода 188 °C, критическое давление 64 атм.
- Теплота испарения жидкого HF в точке кипения составляет лишь 7,5 кДж/моль (примерно в 6 раз меньше, чем у воды при 20 °C). Это обусловлено тем, что само по себе испарение мало меняет характер ассоциации фтористого водорода (димерная форма, характерная для жидкости, сохраняется и в парах — в отличие от фазового перехода воды).
- Диэлектрическая проницаемость жидкого фтористого водорода (84 при 0 °C) очень близка к значению д.п. для воды.

## Химические свойства
- Химические свойства HF зависят от присутствия воды. Сухой фтористый водород не действует на большинство металлов и не реагирует с оксидами металлов. Однако если реакция начнется, то дальше она некоторое время идет с автокатализом, так как в результате взаимодействия количество воды увеличивается:

{\displaystyle {\mathsf {MgO+2HF\rightarrow MgF_{2}+H_{2}O}}}
- Жидкий HF — сильный ионизирующий растворитель. Все электролиты, растворённые в нём, за исключением хлорной кислоты HClO4, являются основаниями:
{\displaystyle {\mathsf {HCl+2HF\rightleftarrows H_{2}Cl^{+}+HF_{2}^{-}}}}

В жидком фтороводороде кислотные свойства по Льюису проявляют соединения, которые являются акцепторами фторид-ионов, например, BF3, SbF5:
{\displaystyle {\mathsf {BF_{3}+2HF\rightarrow H_{2}F^{+}+[BF_{4}]^{-}}}} Здесь, {\displaystyle {\ce {BF_3}}} – кислота Льюиса (акцептор электронов), {\displaystyle {\ce {HF}}} – основание Льюиса (донор электронов).
Амфотерными соединениями в среде жидкого фтороводорода являются, например, фториды алюминия и хрома(III)
{\displaystyle {\mathsf {3NaF+AlF_{3}\rightarrow 3Na^{+}+[AlF_{6}]^{3-}}}}
(AlF3 — как кислота)
{\displaystyle {\mathsf {AlF_{3}+3BF_{3}\rightarrow Al^{3+}+3[BF_{4}]^{-}}}}
(AlF3 — как основание)
- Фтороводород в газообразном состоянии и в виде водного раствора реагирует с диоксидом кремния:

При условии, если фтороводород в газообразном состоянии:
{\displaystyle {\mathsf {4HF+SiO_{2}\rightarrow SiF_{4}+2H_{2}O}}}
При условии, если фтороводород в виде водного раствора:
{\displaystyle {\mathsf {6HF+SiO_{2}\rightarrow H_{2}[SiF_{6}]+2H_{2}O}}}
- Фтороводород неограниченно растворяется в воде, при этом происходит ионизация молекул HF:

{\displaystyle {\mathsf {2HF+H_{2}O\rightleftarrows HF_{2}^{-}+H_{3}O^{+}}}}
Kd= 7,2⋅10−4
{\displaystyle {\mathsf {HF+F^{-}\rightleftarrows HF_{2}^{-}}}}
Kd= 5,1
Водный раствор фтороводорода (плавиковая кислота) является кислотой средней силы. Соли плавиковой кислоты называются фторидами. Большинство их труднорастворимо в воде, хорошо растворяются лишь фториды NH4, Na, К, Rb, Cs, Ag(I), Tl(I), Sn(II), Ni(II), Be, Sb(III), Ge(II), Co(II), Mn(II), Mn(III), Cr(III), Zr(IV), Ti(III). Все растворимые соли плавиковой кислоты ядовиты.

## Получение
Фтор со взрывом взаимодействует с водородом даже при низких температурах и (в отличие от хлора) в темноте с образованием фтороводорода:
{\displaystyle {\mathsf {H_{2}+F_{2}\rightarrow 2HF}}}
В промышленности фтороводород получают при взаимодействии плавикового шпата и сильных нелетучих кислот (например, серной):
{\displaystyle {\mathsf {CaF_{2}+H_{2}SO_{4}\rightarrow CaSO_{4}+2HF}}}
Процесс проводят в стальных печах при 120—300 °C, по сравнению с аналогичными реакциями получения других галогеноводородов, реакция получения фтороводорода из фторидов идет очень медленно. Части установки, служащие для получения фтороводорода, делаются из свинца.

## Токсикология
Фтористый водород (гидрофторид) обладает резким запахом, очень ядовит, дымит на воздухе (вследствие образования с парами воды мелких капелек раствора) и сильно разъедает стенки дыхательных путей. Фтороводород обладает слабыми наркотическими свойствами.
Как и некоторые другие производные фтора, HF высокоопасен в обращении.
Подробнее о токсикологии фтороводорода см в ст. Плавиковая кислота.

## Применение
Применяют для получения криолита, фтористых производных урана, фреонов, фторорганических веществ, матового травления силикатного стекла (плавиковую кислоту — для прозрачного травления).
Необычная растворимость биологических молекул в жидком фтороводороде без разложения (напр., белков) используется в биохимии.
Добавление в жидкий фтороводород акцепторов фтора позволяет создавать сверхкислые среды.

## Интересные факты
- Известный писатель-фантаст Иван Ефремов написал повесть «Сердце змеи», в которой описал гипотетическую жизнь, образовавшуюся на планете, где основную роль в природе играет не кислород, а фтор, а вместо воды поверхность планеты покрыта океанами фтороводорода. На эту мысль писателя навела глубокая аналогия между свойствами воды и фтороводорода.

- Фтороводород реагирует со стеклом, поэтому он хранится в пластмассовых ёмкостях. При хранении фтороводорода в стеклянной посуде прибегают к покрытию стекла парафином для защиты его от фтороводорода.